# Mario Mathieu
Pour les articles homonymes, voir Mathieu.
Mario Mathieu (né le 19 janvier 1917 à Paraná et mort le 24 novembre 1999 à Paraná) est un coureur cycliste argentin . Il a participé à la course sur route, en individuel et par équipe, aux jeux olympiques de 1948.

## Palmarès sur route
- 1935
  -  Champion d'Argentine sur route
  - Doble Chivilcoy
- 1936
  - Doble Chivilcoy
- 1937
  -  Champion d'Argentine sur route
- 1938
  -  Champion d'Argentine sur route
  - Doble Chivilcoy
- 1939
  - 2e de la Doble Chivilcoy
- 1940
  - Doble Bragado
- 1942
  -  Champion d'Argentine sur route
  - Doble Bragado
- 1948
  - Paris-Troyes

## Palmarès sur piste

### Six jours
- Six jours de Buenos Aires : 1943 et 1945 (avec Martín Remigio Saavedra)